# كفر الرحمانية
قرية كفر الرحمانية  هي إحدى القرى التابعة لمركز المحمودية في محافظة البحيرة في جمهورية مصر العربية. حسب إحصاءات سنة 2006، بلغ إجمالي السكان في كفر الرحمانية 8286 نسمة، منهم 4121 رجل و4165 امرأة.